# Baliki (Polska)
Baliki – wieś w Polsce położona w województwie podlaskim, w powiecie łomżyńskim, w gminie Nowogród.
W latach 1954–1968 w granicach Nowogrodu.
Wierni kościoła rzymskokatolickiego należą do parafii Narodzenia Najświętszej Maryi Panny w Nowogrodzie.

## Historia
W latach 1921–1939 folwark leżał w województwie białostockim, w powiecie kolneńskim (od 1932 w powiecie łomżyńskim), w gminie Rogienice.
Według Powszechnego Spisu Ludności z 1921 roku wieś zamieszkiwało 67 osób w 12 budynkach mieszkalnych. Miejscowość należała do miejscowej parafii rzymskokatolickiej w m. Nowogród. Podlegała pod Sąd Grodzki w Stawiskach i Okręgowy w Łomży; właściwy urząd pocztowy mieścił się w m. Mały Płock.
W latach 1975–1998 miejscowość należała administracyjnie do województwa łomżyńskiego.
Miejscowość nie występuje w danych Narodowego Spisu Powszechnego z 2011 r..